# Suzanne Nielsen
Suzanne Nielsen (1966) es una deportista danesa que compitió en triatlón.
Ganó tres medallas en el Campeonato Europeo de Triatlón entre los años 1995 y 1997. Además, obtuvo tres medallas en el Campeonato Mundial de Triatlón de Larga Distancia entre los años 1996 y 2001.

## Palmarés internacional
| Campeonato Europeo | Campeonato Europeo    | Campeonato Europeo | Campeonato Europeo |
| Año                | Lugar                 | Medalla            | Prueba             |
| ------------------ | --------------------- | ------------------ | ------------------ |
| 1995               | Estocolmo (Suecia)    | Medalla de bronce  | Individual         |
| 1996               | Szombathely (Hungría) | Medalla de oro     | Individual         |
| 1997               | Vuokatti (Finlandia)  | Medalla de bronce  | Individual         |

| Campeonato Mundial | Campeonato Mundial      | Campeonato Mundial | Campeonato Mundial |
| Año                | Lugar                   | Medalla            | Prueba             |
| ------------------ | ----------------------- | ------------------ | ------------------ |
| 1996               | Muncie (Estados Unidos) | Medalla de bronce  | Individual         |
| 1999               | Säter (Suecia)          | Medalla de oro     | Individual         |
| 2001               | Fredericia (Dinamarca)  | Medalla de bronce  | Individual         |